# Epsilon Centauri
Epsilon Centuari (ε Cen / ε Centauris) è una stella blu della costellazione del Centauro. Essa splende alla magnitudine 2,27. Fa probabilmente parte dell'associazione OB Scorpius-Centaurus.

## Osservazione

Epsilon Centauri

Posta alla declinazione di 53°S, Epsilon Centauri è una stella dell'emisfero celeste australe ed è troppo a sud per essere visibile dalla maggior parte dell'emisfero boreale, dove è osservabile solo nelle regioni della fascia tropicale, più a sud della latitudine 37° N. La sua magnitudine, pari a 2,27, le permette di essere scorta con facilità dai piccoli e medi centri urbani moderatamente affetti da inquinamento luminoso.

## Caratteristiche fisiche
Dalla magnitudine apparente e dal fatto che Epsilon Centuari è distante circa 380 anni luce, si ricava che essa è intrinsecamente molto luminosa (11.400 volte più del Sole). Inoltre essendo di classe spettrale B1, con una temperatura superficiale di 23.900 K, si può calcolare che il suo raggio è 6,25 volte quello solare. Questa misura collide decisamente con il fatto che di solito a Epsilon Centauri sia assegnata la classe MKK III, cioè che sia solitamente classificata come stella gigante. Il raggio è infatti decisamente troppo piccolo e comparabile con quello di una normale stella di sequenza principale di tipo B. Si potrebbe pensare che ci sia qualche errore di misura nel calcolo della distanza o in quello della temperatura superficiale, ma misurazioni dirette del raggio hanno dato come valore 6,1 R⊙, in buon accordo con la misura indiretta. Quindi, nonostante quello che i cataloghi riportano, Epsilon Centuari dovrebbe essere una stella di classe B1V.

Se questi parametri sono corretti, allora Epsilon Centuari ha una massa 11 volte quella solare. Poiché stelle così massicce bruciano molto velocemente il loro combustibile nucleare, la sua età è stimata essere non superiore ai 10 milioni di anni. La massa stimata è di poco superiore al limite oltre il quale una stella termina la sua esistenza in una supernova (circa 8-10 M⊙). Questo dovrebbe essere quindi il suo destino finale, a meno che la massa non sia stata leggermente sovrastimata, nel qual caso la stella dovrebbe terminare la sua esistenza in una massiccia nana bianca all'ossigeno-neon-magnesio.

Stelle come Epsilon Centuauri ruotano molto velocemente: all'equatore questa stella ruota alla velocità di 114 Km/s, permettendole di compiere una rotazione in 2,7 giorni, contro i circa 28 giorni del nostro Sole.

## Variabilità
C'è tuttavia un dato che non concorda con il quadro qui delineato: Epsilon Centauri è una stella variabile del tipo Beta Cephei. Sono stati individuati cinque periodi di variazione, che vanno dalle 3 alle 4 ore. Ora variabili di questo tipo sono di solito stelle in avanzato stato di evoluzione che hanno esaurito o stanno esaurendo l'idrogeno presente nel loro nucleo e che sono classificate come giganti o subgiganti. Questo mal si accorda con l'idea che Epsilon Centauri siano una stella di sequenza principale. Evidentemente questa stella non è stata ancora sufficientemente compresa.

## Compagna
Nelle vicinanze di Epsilon Centauri si può osservare una debole stella di tredicesima magnitudine, staccata di 39 secondi d'arco. Si tratta di una stella di sequenza principale di classe spettrale K6. Non è chiaro se le due stelle siano gravitazionalmente legate le une alle altre. Se lo fossero, le due componenti sarebbero distanti almeno 4.500 UA e sarebbero necessari 89.000 anni per completare un'orbita. Tuttavia le velocità con cui i due corpi si muovono non sembrano compatibili con un legame grativazionale, sicché la loro vicinanza è probabilmente solo visiva.